# Dronning Juliane og Prins Bernhard gæster Danmark
|  | Denne artikel er oprettet af botten PalnaBot ud fra en ekstern database. Den kan derfor have sproglige fejl eller mangler. Denne skabelon kan fjernes efter kontrol af indholdet. |

Dronning Juliane og Prins Bernhard gæster Danmark er en film med ukendt instruktør.

## Handling
00:02:00 Tekt: Dronning Juliane og Prins Bernhard gæster Danmark. 00:02:21 Den officielle modtagelse i Kastrup lufthavn. 00:02:54 DC 3 fly med de hollandske gæster ombord ankommer. 00:03.55 Amalienborg slotsplads. De kongelige hyldes på balkonen. 00:06:11 Kransenedlægning i mindelunden i Ryvangen. 00:07:09 besøg på Christiansborg. 00:08:12 Der sejles fra Toldboden, ombord på kongeskibet Dannebrog, til Helsingør. 00:12:00 de kongelige besøger Poliohospitalet i Hornbæk. Slut ved 00:15:37.